# Belaer Tropfsteinhöhle
Die Belianska jaskyňa (deutsch Belaer Tropfsteinhöhle) ist eine Höhle in der nördlichen Slowakei. Die Höhle ist 1752 m lang und wurde am Ende des 19. Jahrhunderts der Öffentlichkeit zugänglich gemacht. Die Belianska jaskyňa ist ein nationales Naturdenkmal der Slowakischen Republik.

## Lage
Die Belianska jaskyňa befindet sich am Nordhang des Berges Kobylí vrch im östlichen Teil der Beler Kalkalpen (Belianske Tatry). Verwaltungstechnisch liegt sie in der Gemeinde Vysoké Tatry (Gemarkung Tatranská Kotlina), im Okres Poprad, im Prešovský kraj in der Slowakei unweit der Grenze zu Polen.
Durch ihre zentrale Lage und Nähe zur Hohen Tatra ist sie ein beliebtes Tagesausflugsziel sowohl von der slowakischen als auch von der polnischen Seite.
Der Eingang der Höhle liegt auf 890 m n.m.; erreicht wird er durch einen ca. 15-minütigen Fußweg von den zahlreichen Parkplätzen.

## Entstehung und Entdeckung
Anders als manch andere Höhle der Slowakei, wie z. B. die Domica-Höhle, wurde die Belianska jaskyňa nicht durch allochthone unterirdische Wasserläufe gebildet, sondern durch Schnee- und Eiswasser sowie starke Niederschläge. Im Kalkstein sickerte das Wasser entlang tektonischer Störungen in Form von Klüften, höhlte diese durch Lösungsvorgänge im Gestein immer weiter aus und formte so ein 1752 m langes Karsthöhlensystem mit einem Gefälle von 160 m.
Bereits in der ersten Hälfte des 18. Jahrhunderts war der vordere Teil der Höhle Goldgräbern bekannt; die wirkliche Erforschung begann aber erst in der zweiten Hälfte des 19. Jahrhunderts.
1881 betraten J. Husz und J. Britz zum ersten Mal die Höhle und erschlossen sie in den folgenden Jahren. Schon seit 1896 ist die Höhle elektrisch beleuchtet und in gewissen Maßen der Öffentlichkeit zugänglich.
Gegenwärtig sind 1135 m des Höhlensystems erschlossen.

## Sehenswürdigkeiten und Besonderheiten
Interessant zu besichtigen sind kleine unterirdische Seen, pagodenartige Stalagmiten und Wasserfällen an Sinterstufen. Des Weiteren ist die Fülle an „Domen“ und „Hallen“ erwähnenswert.
Einzigartig in der Slowakei sind die im Hudobná sieň („Musiksaal“) abgehaltenen Konzerte.

## Lage
Die Parkplätze zur Höhle befinden sich unübersehbar an der Hauptstraße Nr. 66 zwischen Ždiar und Spišská Belá. Die Höhle ist ganzjährig geöffnet bis auf den Zeitraum zwischen dem 16. November und 30. November. Die Besichtigungstour ist 1275 m lang und dauert ca. 70 Minuten.